# HD179711
HD179711 — хімічно пекулярна зоря спектрального класу A0, що має видиму зоряну величину в смузі V приблизно  8,3.
Вона  розташована на відстані близько 898,5 світлових років від Сонця.

## Пекулярний хімічний склад
Зоряна атмосфера HD179711 має підвищений вміст 
Si
.